# Narakorn Noomchansakul
Narakorn Noomchansakul (thailändisch นรากร นุ่มจันทร์สกุล; * 12. April 1999) ist ein thailändischer Fußballspieler.

## Karriere

### Verein
Narakorn Noomchansakul erlernte das Fußballspielen in der Jugendmannschaft von Ratchaburi Mitr Phol. Hier unterschrieb er 2018 auch seinen ersten Profivertrag. Der Verein aus Ratchaburi spielte in der höchsten Liga des Landes, der Thai League. Als Jugendspieler kam er 2017 zu einem Einsatz in der ersten Liga. Von 2018 bis 2019 absolvierte er sechs Erstligaspiele für Ratchaburi. Mit Ratchaburi erreichte er 2019 das Finale des FA Cup. Hier verlor man im Endspiel 1:0 gegen den Erstligisten Port FC. 2020 wurde er an Muangkan United FC ausgeliehen. Der Club aus Kanchanaburi spielt in der dritten Liga, der Thai League 3, in der Upper Region. Nach der Ausleihe kehrte er Ende 2020 nach Ratchaburi zurück. Im Juli 2022 wechselte er auf Leihbasis nach Uthai Thani zum Zweitligaaufsteiger Uthai Thani FC. Am Ende der Saison wurde er mit Uthai Thani Tabellendritter und qualifizierte sich somit für die Aufstiegsspiele zur ersten Liga. Hier konnte man sich im Finale gegen den Customs United FC durchsetzen und stieg in die erste Liga auf. Nach dem Aufstieg wurde er im Sommer 2023 von Uthai Thani fest unter Vertrag genommen. Im Januar 2024 wechselte er auf Leihbasis zum Zweitligisten Customs United FC. Am Ende der Saison 2023/24 belegte er mit dem Klub den vorletzten Tabellenplatz und musste somit in die dritte Liga absteigen. Nach der Ausleihe kehrte er nach Uthai Thani zurück.

### Nationalmannschaft
Von 2018 bis 2019 spielte Narakorn Noomchansakul siebenmal in der thailändischen U-19-Nationalmannschaft.

## Erfolge
Ratchaburi Mitr Phol
- Thailändischer Pokalfinalist: 2019